# Joe Lumley
Joseph Patrick Lumley est un footballeur anglais né le 15 février 1995 à Harlow. Il évolue au poste de gardien de but à Bristol City.

## Biographie
Formé à Tottenham Hotspur, Lumley rejoint QPR en 2010. Le 8 mars 2014, Lumley fait ses débuts en faveur du club de Bishop's Stortford, un jour après avoir rejoint le club en prêt. Il se voit ensuite de nouveau prêté à des clubs de niveaux inférieurs, à Accrington Stanley, Morecambe, et Stevenage.
Le 9 janvier 2016, à la suite de la blessure d'Alex Smithies, il fait ses débuts en faveur de QPR, lors d'un match de FA Cup contre Nottingham Forest.
Lors de la saison 2018-2019, il devient le gardien titulaire de QPR, remplaçant Matt Ingram, après des résultats pas vraiment en faveur de ce dernier.
Le 20 novembre 2020, il est prêté en urgence pour une semaine aux Doncaster Rovers, qui ont perdu leur gardien titulaire Josef Bursik, rappelé de prêt par Stoke City.
En mai 2021, il signe au Middlesbrough FC où il a signé un contrat de deux ans.
Le 19 juin 2022, il est prêté à Reading,.
En août 2023, il rejoint le Southampton FC pour un contrat d'une saison, plus une année en option,. Il effectue ces débuts en janvier 2024, l'équipe remporte le match 4-0 contre Walsall FC lors du troisième tour de la FA Cup. Fin juin 2025, le club annonce son départ, il aura joué huit matchs.
Quelques heures après son départ en juin 2025, il signe un contrat de deux ans avec le club Bristol City,.